# Mistrovství světa v orientačním běhu 1970
3. Mistrovství světa v orientačním běhu proběhlo ve dnech 27. až 29. srpna roku 1970. Závody se uskutečnily v lázeňském městě Friedrichroda přibližně 20 km od východoněmeckého Eisenachu. V kategorii muži startovalo 69 závodníků a v ženách 48 závodnic z 15 zemí světa. Ve štafetách tehdy startovalo 14 mužských a 12 ženských štafet. Za Československo startovali: Bohuslav Beránek, Svatoslav Galík, Anna Handzlová, Jaroslav Jašek, Zdeněk Lenhart, Naděžda Mertová-Linhartová, Antonín Šmucler, Oldřich Vlach, Renata Vlachová a Věra Vozobulová. Československá výprava poprvé získala medaili na mistrovství světa. Bronz zde vybojovala štafeta mužů ve složení Zdeněk Lenhart, Bohuslav Beránek, Jaroslav Jašek a Svatoslav Galík.

## Účastnické státy
Mistrovství se zúčastnili sportovci z 15 členských výprav Mezinárodní federace orientačního běhu, kteří se utkali o 4 medailové sady a celkem 31 medailí.
- Belgie (5)
- Bulharsko (9)
- Československo (10)
- Dánsko (9)
- Finsko (10)
- Kanada (1)
- Maďarsko (9)
- Norsko (9)
- Polsko (7)
- Rakousko (9)
- Spojené království (10)
- Švédsko (11)
- Švýcarsko (11)
- Východní Německo (11)
- Západní Německo (10)

## Výsledky Individuálního závodu
| Muži                                     | Muži                                     | Muži                                     | Muži                                     | Muži                                     | Ženy                                    | Ženy                                    | Ženy                                    | Ženy                                    | Ženy                                    |
| ---------------------------------------- | ---------------------------------------- | ---------------------------------------- | ---------------------------------------- | ---------------------------------------- | --------------------------------------- | --------------------------------------- | --------------------------------------- | --------------------------------------- | --------------------------------------- |
| - Traťové parametry: 14,5 km, 19 kontrol | - Traťové parametry: 14,5 km, 19 kontrol | - Traťové parametry: 14,5 km, 19 kontrol | - Traťové parametry: 14,5 km, 19 kontrol | - Traťové parametry: 14,5 km, 19 kontrol | - Traťové parametry: 7,5 km, 10 kontrol | - Traťové parametry: 7,5 km, 10 kontrol | - Traťové parametry: 7,5 km, 10 kontrol | - Traťové parametry: 7,5 km, 10 kontrol | - Traťové parametry: 7,5 km, 10 kontrol |
| Umístění                                 | Země                                     | Jméno                                    | Čas                                      | Ztráta                                   | Umístění                                | Země                                    | Jméno                                   | Čas                                     | Ztráta                                  |
|                                          | Norsko                                   | Stig Berge                               | 1:49:46                                  |                                          |                                         | Norsko                                  | Ingrid Hadlerová                        | 1:10:39                                 |                                         |
|                                          | Švýcarsko                                | Karl John                                | 1:51:07                                  | +1:21                                    |                                         | Švédsko                                 | Ulla Lindkvistová                       | 1:12:44                                 | +2:05                                   |
|                                          | Švýcarsko                                | Dieter Hulliger                          | 1:51:46                                  | +2:00                                    |                                         | Norsko                                  | Kristin Danielsen                       | 1:13:44                                 | +3:05                                   |
| 15.                                      | Československo                           | Jaroslav Jašek                           | 1:57:24                                  | +7:38                                    | 11.                                     | Československo                          | Anna Handzlová                          | 1:21:15                                 | +10:36                                  |
| 19.                                      | Československo                           | Zdeněk Lenhart                           | 1:58:25                                  | +8:39                                    | 12.                                     | Československo                          | Naděžda Mertová                         | 1:21:58                                 | +11:19                                  |
| 21.                                      | Československo                           | Svatoslav Galík                          | 1:58:42                                  | +8:56                                    | 13.                                     | Československo                          | Renata Vlachová                         | 1:22:45                                 | +12:06                                  |
| 27.                                      | Československo                           | Oldřich Vlach                            | 2:01:52                                  | +12:06                                   | 22.                                     | Československo                          | Věra Vozobulová                         | 1:29:40                                 | +19:01                                  |
| 43.                                      | Československo                           | Antonín Šmucler                          | 2:21:30                                  | +31:44                                   |                                         |                                         |                                         |                                         |                                         |

## Výsledky štafetového závodu
| Muži                                                                                                   | Muži                                                                                                   | Muži                                                                                                   | Muži                                                                                                   | Muži                                                                                                   | Ženy                                                                                 | Ženy                                                                                 | Ženy                                                                                 | Ženy                                                                                 | Ženy                                                                                 |
| --- | --- | --- | --- | --- | ------------------------------------------------------------------------------------ | ------------------------------------------------------------------------------------ | ------------------------------------------------------------------------------------ | ------------------------------------------------------------------------------------ | ------------------------------------------------------------------------------------ |
| - Traťové parametry: 1. úsek 9,8 km / 2. úsek 8,0 km / 3. úsek 8,3 km / 4. úsek 10,6 km - Mapa : Ruhla | - Traťové parametry: 1. úsek 9,8 km / 2. úsek 8,0 km / 3. úsek 8,3 km / 4. úsek 10,6 km - Mapa : Ruhla | - Traťové parametry: 1. úsek 9,8 km / 2. úsek 8,0 km / 3. úsek 8,3 km / 4. úsek 10,6 km - Mapa : Ruhla | - Traťové parametry: 1. úsek 9,8 km / 2. úsek 8,0 km / 3. úsek 8,3 km / 4. úsek 10,6 km - Mapa : Ruhla | - Traťové parametry: 1. úsek 9,8 km / 2. úsek 8,0 km / 3. úsek 8,3 km / 4. úsek 10,6 km - Mapa : Ruhla | - Traťové parametry: 1. úsek 6,3 km / 2. úsek 6,0 km / 3. úsek 6,5 km - Mapa : Ruhla | - Traťové parametry: 1. úsek 6,3 km / 2. úsek 6,0 km / 3. úsek 6,5 km - Mapa : Ruhla | - Traťové parametry: 1. úsek 6,3 km / 2. úsek 6,0 km / 3. úsek 6,5 km - Mapa : Ruhla | - Traťové parametry: 1. úsek 6,3 km / 2. úsek 6,0 km / 3. úsek 6,5 km - Mapa : Ruhla | - Traťové parametry: 1. úsek 6,3 km / 2. úsek 6,0 km / 3. úsek 6,5 km - Mapa : Ruhla |
| Umístění                                                                                               | Země                                                                                                   | Jméno                                                                                                  | Čas | Ztráta                                                                                                 | Umístění                                                                             | Země                                                                                 | Jméno                                                                                | Čas                                                                                  | Ztráta                                                                               |
| | Norsko                                                                                                 | Ola Skarholt Stig Berge Per Fosser Åge Hadler                                                          | 3:52:00                                                                                                | |                                                                                      | Švédsko                                                                              | Birgitta Larssonová Eivor Steen-Olsenová Ulla Lindkvistová                           | 2:32:39                                                                              |                                                                                      |
| | Švédsko                                                                                                | Björn Nördin Karl Johansson Sture Björk Bernt Frilen                                                   | 4:07:06                                                                                                | +15:16                                                                                                 |                                                                                      | Maďarsko                                                                             | Magda Horváthová Ágnes Hegedüsová Sarolta Monspartová                                | 2:37:13                                                                              | +4:34                                                                                |
| | Československo                                                                                         | Zdeněk Lenhart Bohuslav Beránek Jaroslav Jašek Svatoslav Galík                                         | 4:07:20                                                                                                | +15:20                                                                                                 |                                                                                      | Norsko                                                                               | Astrid Rödmyrová Kristin Danielsenová Ingrid Hadlerová                               | 2:38:59                                                                              | +6:20                                                                                |
| | | | | | 5.                                                                                   | Československo                                                                       | Nadězda Mertová Renata Vlachová Anna Handzlová                                       | 2:44:01                                                                              | +11:22                                                                               |

## Medailová klasifikace podle zemí
Úplná medailová tabulka:
| Umístění | Země           | Zlato | Stříbro | Bronz | Součet |
| -------- | -------------- | ----- | ------- | ----- | ------ |
|          | Norsko         | 3     | 0       | 2     | 5      |
|          | Švédsko        | 1     | 2       | 0     | 3      |
|          | Švýcarsko      | 0     | 1       | 1     | 2      |
| 4.       | Maďarsko       | 0     | 1       | 0     | 1      |
| 5.       | Československo | 0     | 0       | 1     | 1      |